# Władysław Lachowicz
Władysław Lachowicz (ur. 6 lipca 1910 prawdopodobnie w Wilnie, zm. 1993) – dziennikarz sportowy związany z „Głosem Robotniczym”.

## Życiorys
Lachowicz pochodził z Wilna. W latach 1945–1946 współpracował z katowickim „Sportem” i łódzkim „Sportowcem Ilustrowanym”. W latach 1946–1948 był dziennikarzem „Kuriera Popularnego”, a następnie „Dziennika Łódzkiego” (1949–1952). Od 1952 był redaktorem „Głosu Robotniczego”, ponadto współpracował z „Przeglądem Sportowym” i „Expressem Ilustrowanym”. Był twórcą szkółki piłkarskiej ŁKS Łódź. Poszukiwał młodych piłkarzy zamieszczając ogłoszenia o naborze, w ten sposób odkrywając talent Marka Dziuby, którego był pierwszym trenerem. Był prezesem Klubu Dziennikarzy Sportowych w Łodzi (1962).
Pochowany został na Starym Cmentarzu w Łodzi w części rzymskokatolickiej (kw. 42 przy ogrodzeniu, rz. 1, gr. 15).

## Wyróżnienia
- Honorowa Odznaka Miasta Łodzi (1967)[6]
- Odznaka „Zasłużony Działacz Kultury Fizycznej” (1970)[7]
- Nagroda Miasta Łodzi (1985) – za całokształt działalności dziennikarskiej, społecznej i wychowawczej[8]